# Albert Alsteen
Albert Alsteen (* 27. Februar 1909; † Juli 1982) war ein belgischer Fußballschiedsrichter.

## Werdegang
Alsteen leitete spätestens ab den 1950er Jahren Spiele auf europäischer Ebene, unter anderem bei internationalen Länderspielen. Dabei wurde ihm die Leitung des Endspiels im Europapokal der Landesmeister 1957/58 übertragen, das zwischen Titelverteidiger Real Madrid und dem AC Mailand im Brüsseler Heysel-Stadion ausgetragen und erst in der Verlängerung zugunsten des spanischen Klubs entschieden wurde.
Nach dem Ende seiner aktiven Schiedsrichterkarriere arbeitete Alsteen in der Schiedsrichterausbildung und war in diesem Zusammenhang auch für die FIFA tätig.